# EnCase
EnCase je računarski program za digitalnu forenziku, čiji je proizvođač američka kompanija Guidance Software. Program su prihvatile sudske ustanove širom svijeta. Osim u sudsko-policijskim istragama, program je popularan i u privatnom sektoru. Široku primjenu nalazi i na području vojno-obavještajnih, ali i drugih sigurnosnih institucija.
Može se reći da je EnCase industrijski standard u digitalnoj forenzici. Između ostalog, odlikuje ga dobra podrška korisnicima i velika baza korisnika. Korišćenjem programa može se uraditi kompletna forenzička analiza, počevši od akvizicije do konačnog izvještaja.
EnCase radi na Microsoft Windows platformi, a postoji LinEn verzija koja se bazira na Linuksu.

## Spoljašnje veze
- (језик: енглески)
- (језик: енглески)